# Chodov (okres Sokolov)

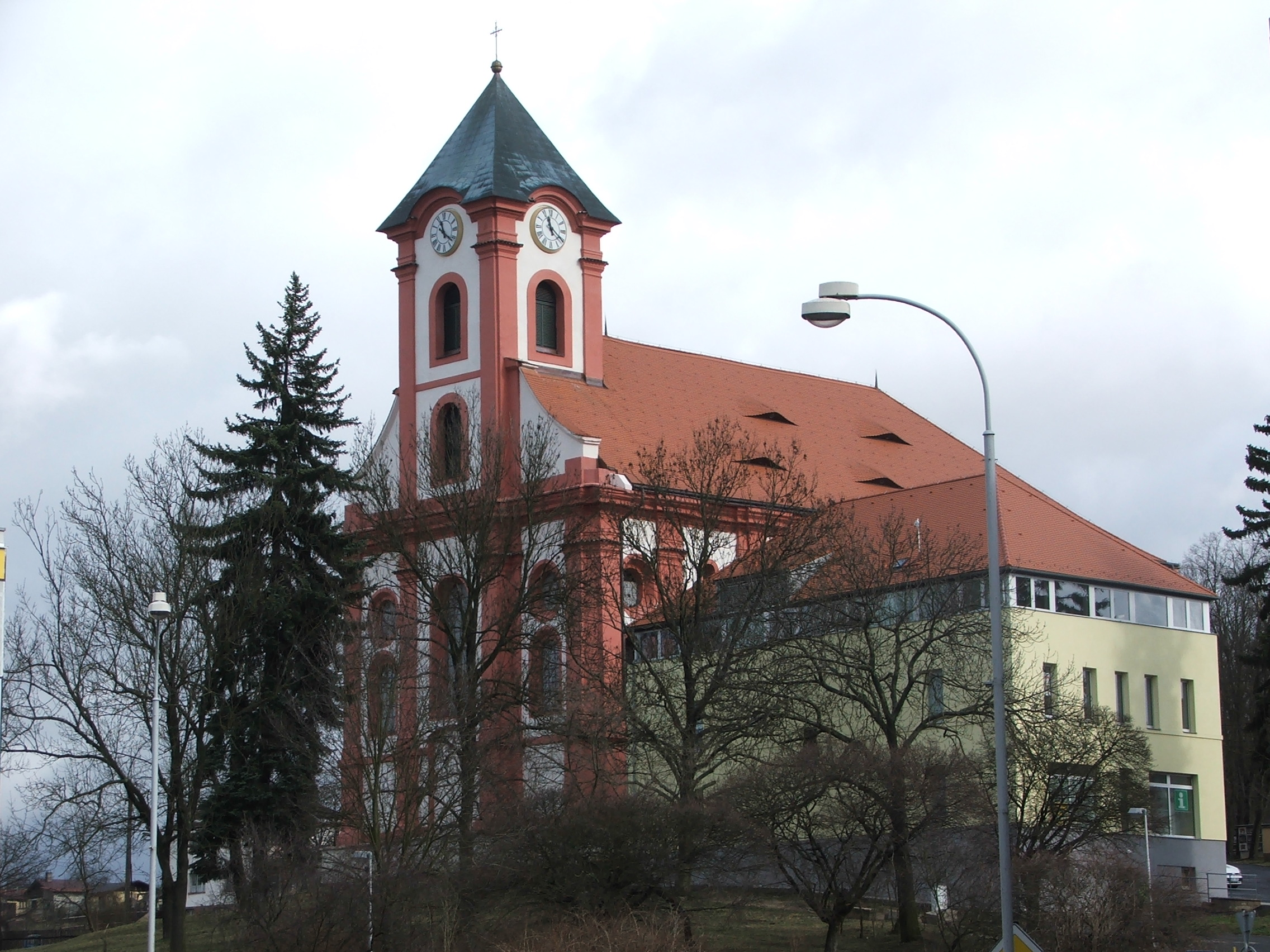

Chodov (Duits: Chodau) is een Tsjechische stad in de regio Karlsbad, in het district Sokolov. De gemeente ligt op 418 meter hoogte, ongeveer 10 kilometer ten westen van Karlsbad (Karlovy Vary) en 10 kilometer ten noordoosten van Sokolov. 

## Geschiedenis
De eerste schriftelijke vermelding van Chodov stamt uit het einde van de 12e eeuw. In 1860 kreeg de stad de status van marktvlek, op 30 september 1894 kreeg het stadsrechten.

## Verkeer en vervoer
Het spoorwegstation Chodov ligt aan de spoorlijn 140 van Karlsbad naar Sokolov en verder naar Cheb. Bij het station is een afsplitsing naar het noorden richting Nová Role (lijn 143).
Březová · Bublava · Bukovany · Chlum Svaté Maří · Chodov · Citice · Dasnice · Dolní Nivy · Dolní Rychnov · Habartov · Horní Slavkov · Jindřichovice · Josefov · Kaceřov · Krajková · Královské Poříčí · Kraslice · Krásno · Kynšperk nad Ohří · Libavské Údolí · Loket · Lomnice · Nová Ves · Nové Sedlo · Oloví · Přebuz · Rotava · Rovná · Staré Sedlo · Stříbrná · Svatava · Šabina · Šindelová · Sokolov · Tatrovice · Těšovice · Vintířov · Vřesová